# Heteropolygonatum
Heteropolygonatum es un género con cinco especies  de plantas fanerógamas perteneciente a la familia de las asparagáceas, anteriormente en las ruscáceas.

## Taxonomía
El género fue descrito por M.N.Tamura & Ogisu y publicado en Kew Bulletin 52(4): 950–951. 1997.

## Especies
- Heteropolygonatum ginfushanicum
- Heteropolygonatum ogisui
- Heteropolygonatum pendulum
- Heteropolygonatum roseolum
- Heteropolygonatum xui